# 蒙山県
蒙山県（もうざん-けん）は中華人民共和国広西チワン族自治区梧州市に位置する県。

## 行政区画
- 鎮:蒙山鎮、西河鎮、新圩鎮、文圩鎮、黄村鎮、陳塘鎮
- 郷:漢豪郷
- 民族郷:長坪ヤオ族郷、夏宜ヤオ族郷

## 出身者
- 梁羽生 - 小説家。